# Grünes Quartier
Das Grüne Quartier ist ein statistischer Bezirk der Altstadt von Bern. Letztere ist geografisch mit dem Stadtteil Innere Stadt (I) identisch.
Gemeinsam mit dem Weissen Quartier bildet es das gebräuchliche Quartier Untere Altstadt. Das Grüne Quartier reicht von der Zytglogge bis zur Kreuzgasse.

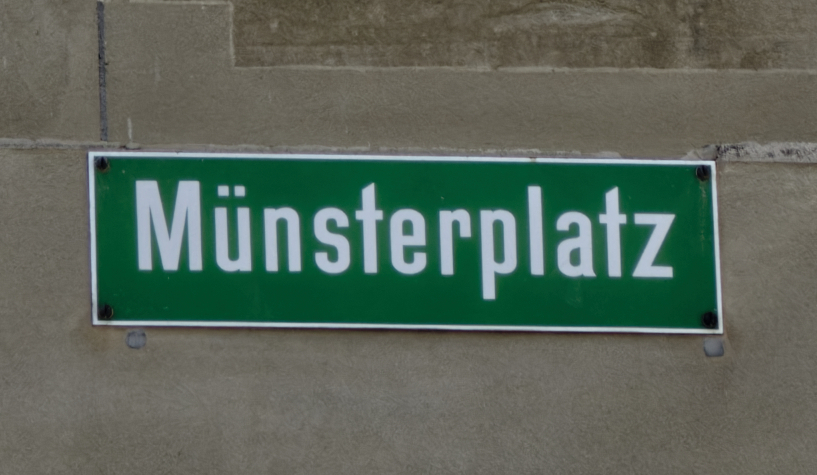
Grünes Strassenschild (2023)

Die Einteilung und Farbbezeichnungen gehen auf das Jahr 1798 zurück, als Napoleons Truppen anlässlich ihrer Einquartierung zur besseren Orientierung die Stadt in verschiedenfarbige Quartiere einteilten, da es noch keine Strassennamen gab bzw. die Soldaten mehrheitlich Analphabeten waren. Deshalb wurden zweisprachige Strassenschilder in entsprechenden Farben angefertigt, und diese Bezeichnungen bzw. Farbgebungen für Schilder halten sich bis heute.
Im Jahr 2022 wurden 1328 Einwohner angegeben, davon 1023 Schweizer und 305 Ausländer.
Längsgassen des Quartiers sind:
- Brunngasse
- Rathausgasse
- Kramgasse
- Münstergasse
- Herrengasse

Nördlich auch:
- Brunngasshalde
- Langmauerweg

Südlich bei der Aare gehören auch zu Quartier
- Teile der Badgasse (die Häuser sind im Mattequartier)
- Teile der Aarestrasse

Zahlreiche Passagen und Quergassen verbinden die Längsgassen, z. B.:
- Hotelgasse
- Ziebelegasse
- Bibliotheksgässchen
- Metzgergässchen

Im Quartier liegen folgende Plätze:
- Münsterplatz
- Münterplatform
- Casinoplatz
- Park der Grabenpromenade
- Rathausplatz (an der Grenze zum Grünen Quartier)
- Kornhausplatz (Grenze zum Roten Quartier)
- Theaterplatz (Grenze zum Roten Quartier)